# 陽侯令璆
陽侯 令璆（やこ の れいきゅう/りょうぐ）は、奈良時代の貴族。姓は史（毘登）のち忌寸。但馬守・陽侯真身の子。官位は外従五位下・豊後介。名は玲璆とも記される。

## 経歴
天平感宝元年（749年）東大寺大仏建立に際して、令珍ら兄弟3人と共に千貫の貢銭を行い、令璆は従八位上から外従五位下に叙せられた。
天平宝字3年（759年）越後守に任ぜられる。天平宝字4年（760年）渤海使の高南申を渤海に送り届けて帰国し、内位の従五位下に叙せられる。天平宝字7年（763年） 内匠助。
その後、神護景雲2年（768年）一族64名が史（毘登）姓から忌寸姓に改姓した際、弟の人麻呂が一族の代表とされているなど、令璆は兄たちの没後に存命に関わらず一族を代表する立場になく、加えて位階を剥奪された形跡があることから、淳仁朝から称徳朝にかけて政争に巻き込まれたか。
宝亀9年（778年） 外従五位下に復され、宝亀11年（780年）尾張介、天応元年（781年）尾張守、天応2年（782年）豊後介と光仁朝末から桓武朝初頭にかけて地方官を歴任した。

## 官歴
『続日本紀』による。
- 時期不詳：従八位上
- 天平感宝元年（749年） 5月5日：外従五位下
- 天平宝字3年（759年） 4月16日：越後守
- 天平宝字4年（760年） 11月11日：従五位下
- 天平宝字7年（763年） 正月9日：内匠助
- 宝亀9年（778年） 10月19日：外従五位下
- 宝亀11年（780年） 3月17日：尾張介
- 天応元年（781年） 5月25日：尾張守
- 天応2年（782年） 2月7日：豊後介